# (37842) 1998 DT4
1998 DT4 (asteroide 37842) é um asteroide da cintura principal. Possui uma excentricidade de 0.08727430 e uma inclinação de 6.60467º.
Este asteroide foi descoberto no dia 22 de fevereiro de 1998 por NEAT em Haleakala.